# Алтунян, Левон
Лево́н Ара́м Алтуня́н (арм. Լևոն Արամովիչ Ալթունյան, араб. ليفون أراموفيتش ألتونيان‎; 15 февраля 1936, Бейрут — 6 сентября 2020, Roumieh, Горный Ливан) — ливанский футболист, играл на позиции нападающего и атакующего полузащитника.

## Биография

### Клубная карьера
Всю свою игровую карьеру на протяжении 21 сезона Алтунян играл за «Оменетмен», в составе которого выиграл три чемпионских титула и Кубок Ливана в 1962 году. Помимо этого, Алтунян дважды становился лучшим бомбардиром чемпионата Ливана в 1963 году (с 14 голами) и в 1969 году (с 19 голами).

### Карьера в сборной
Алтунян в составе сборной Ливана принимал участие на Арабских играх 1957 года, где играл на футбольном турнире, по итогам которого ливанцы заняли третье место и получили бронзовые медали.
Спустя шесть лет Алтунян принимал участие на Кубке арабских наций 1963 года, на котором сборная Ливана завоевала бронзовые медали. Сам Алтунян забил на турнире 6 голов и стал лучшим бомбардиром национальной сборной и турнира. Всего за сборную Ливана сыграл 18 матчей и забил 18 голов.

### Смерть
Скончался 6 сентября 2020 года в больнице города Руми в возрасте 84 лет.

## Достижения

### Командные
«Оменетмен»
- Чемпион Ливана (3): 1954/55, 1962/63, 1968/69
- Обладатель Кубка Ливана (1): 1961/62

### Личные
- Лучший бомбардир чемпионата Ливана (2): 1962/63 (14 голов), 1968/69 (19 голов)